# メロディーフェスティバーレン
メロディーフェスティバーレン（Melodifestivalen）はスウェーデンのテレビ局SVTとラジオ局のSRが主催するユーロビジョン・ソング・コンテストの予選。

## 歴史
第1回1958年に行われ、1974年にはABBAがスウェーデン勢初優勝を果たし、その後1984年にはヘレイスが、1991年にはキャローラが、1999年にはシャロッテ・ニルソンが、2012年にはロリーンが、2015年にはモンス・セルメルローがそれぞれ優勝を果たしている。

## 大会の方式
大会は当初一発勝負で行われていたが、2024年以降、参加曲数が急増したことから、セミファイナルを5回行う。合計30曲で1・2位の2曲が決勝進出する。次点の3・4位が敗者復活戦で2曲が決勝進出する。決勝は例年3月中旬にソルナのフレンズ・アレーナで開催される。また、セミファイナルもスカンジナヴィアム、マルメ・アリーナなどといったアリーナクラスで開催される。
いずれも放送時間は2月第1週から3月の第2週の土曜午後8時（CET）であり、決勝の放送の前と後に放送されるテーマソングは、ユーロビジョン同様、マルカントワーヌ・シャルパンティエの「Te Deum」のプレリュードが流れる。

## 投票
スウェーデン以外の国際審査員による審査と視聴者投票が行われ、審査員投票は1位に12点、2位以下は10、8、6、4、2、1点となり、視聴者投票は投票総数の割合で異なる。最終的に優勝アーティストが5月に行われる本大会への出場権が与えられる。

## 放送
テレビではスウェーデン国内はSVT1、海外ではSVTワールドで放映されているが、かつてはTV2（現在のSVT2）で放映されていた。またラジオではP1、P3、P4のいずれかで放送される。2002年は2002年ソルトレイクシティオリンピックの関係で遅れ放送された。
公式サイトでは2005年からインターネットによる生中継が実施されており、2004年からテレビ放送は5.1サラウンドステレオで放送されている。